# Garamszegi Mária
Garamszegi Mária ( ? n. a. – ? n. a. ) magyar színésznő, a 20. század második felében.

## Munkássága
Színházban és filmen is egyaránt epizódszerepeket alakított. 1951-től a Fővárosi Operettszínház színésznője volt. Játszott 1962-től a Petőfi Színházban, 1967-től az Állami Déryné Színházban. Filmszínésznőként a sokat foglalkoztatott karakterszínészek közé tartozott. 1958 és 1988 között számos filmben, tévéjátékban tűnt fel kisebb szerepekben.

## Színházi szerepeiből
- Molnár Ferenc: Az üvegcipő... Adél anyja
- Heltai Jenő: Tündérlaki lányok... Öltöztetőnő
- Szinetár György: A császár álarcában... Dorina
- Barabás Tibor: Budai kaland... Főbíróné
- Benedek András–Mikszáth Kálmán: Szelistyei asszonyok... Vendelné, a 'Kelempász Madár' korcsmárosa
- Jurij Szergejevics Miljutyin: Havasi kürt... Második öregasszony
- Miljutyin: Nyugtalan boldogság... Kátyja
- Nyikolaj Alfredovics Adujev–Alekszandr Szergejevics Puskin: Álruhás kisasszony... Anyiszja, kulcsárnő Beresztovnál
- Csizmarek Mátyás: Boci-boci tarka... özv. Csuhainé
- Csizmarek Mátyás: Balkezes bajnok... Újságárus
- Franz von Suppé: Boccaccio... Peronella, Scalza felesége
- Nicolae Kirculescu: Hegyen-völgyön lakodalom... Veta
- Farkas Ferenc: Vők iskolája... Juli néni
- Ránki György: Hölgyválasz... Keféné
- Komjáthy Károly: Ipafai lakodalom... Pocskovicsné
- Kerekes János–Romhányi József: Kard és szerelem... Kocsmárosné
- Sós György: Pettyes... Lidi néni

## Televíziós- és filmszerepei
- A mi földünk (1959)
- Falusi idill (1963)
- Nyáron egyszerű (1964)
- Vízivárosi nyár (sorozat) 1. rész (1964)
- A kiskosár kalandjai (1965)
- Pirostövű nád (1965)
- Nadrág és szerelem (1965)
- Látszat és valóság (1966)
- Búcsú a kikötőben (1966)
- Othello Gyulaházán (1966)
- Kira Georgievna (1968)
- Sárga rózsa (1968)
- A két csaló (1968)... Pedellusné
- Ráktérítő (1970)
- Szerelem (1970)... Feriék szolgálója
- Szerelem a ládában (1971)
- Tyúkfürösztés (1971)... Bezzeghné
- Végre, hétfő! (1971)
- Jó estét nyár, jó estét szerelem (1972)
- Széplányok sisakban (1972)
- Fortélyos asszonyok (1972)... Terus néni
- A tűz balladája (1972)... II. asszony
- Két fiú ült egy padon (1973)
- Aranyborjú (1974)
- Gúnyos mosoly (1974)
- Makra (1974)
- Holnap lesz fácán (1974)
- A 78-as autóbusz útvonala (1974)
- Egy óra múlva itt vagyok (sorozat) A Mephisto akció című rész (1975)... Parasztasszony
- Zöld dió (1975)
- Szürkezakós és a mama (1976)
- Kántor (sorozat) Havas történet című rész (1976)
- Robog az úthenger (sorozat) Az utolsó lakó című rész (1976)
- Abigél (sorozat) 1. és 4. rész (1978)
- Fogjuk meg és vigyétek! (1979)... Zöllerné
- Használt koporsó (1979)
- Asszonyok (1981)
- Rohanj velem! (1982)
- Mint oldott kéve (sorozat) London–Ausztrália–Párizs 1853–1855 című rész (1983) – idős felszolgálónő
- Linda (sorozat) Software című rész (1986)
- Micike és az Angyalok (1987)
- A védelemé a szó (sorozat) Zsákutca című rész (1988)... Boris néni